# Зембожиці-Дольне
Зембожиці-Дольне (пол. Zemborzyce Dolne) — село в Польщі, у гміні Конопниця Люблінського повіту Люблінського воєводства.
Населення — 472 особи (2011).

## Демографія
Демографічна структура станом на 31 березня 2011 року:
|          | Загалом | Допрацездатний вік | Працездатний вік | Постпрацездатний вік |
| -------- | ------- | ------------------ | ---------------- | -------------------- |
| Чоловіки | 228     | 45                 | 161              | 22                   |
| Жінки    | 244     | 46                 | 145              | 53                   |
| Разом    | 472     | 91                 | 306              | 75                   |